# Tim Tetreault
Timothy James Tetreault (ur. 14 marca 1970 w Hanover) – amerykański narciarz klasyczny, specjalista kombinacji norweskiej, zawodnik klubu Ford Sayre.

## Kariera
W Pucharze Świata Tim Tetreault zadebiutował 14 grudnia 1991 roku w Štrbskim Plesie, zajmując 38. miejsce w zawodach metodą Gundersena. Pierwsze pucharowe punkty zdobył niedługo później, 11 stycznia 1992 roku w Breitenwang, gdzie był piętnasty w Gundersenie. W klasyfikacji generalnej sezonu 1991/1992 zajął ostatecznie 20. pozycję. Najlepsze wyniki w Pucharze Świata osiągnął w sezonie 1996/1997, który ukończył na trzynastym miejscu. Wtedy też po raz pierwszy i zarazem ostatni w karierze stanął na podium zawodów pucharowych, zajmując trzecie miejsce w Gundersenie 8 marca 1997 roku w Lahti. Tetreault pojawiał się także w zawodach Pucharu Świata B raz stając na podium - 15 stycznia 1995 roku w Breitenwang zwyciężył w Gundersenie.
Pierwszą imprezą seniorską w jego karierze były Igrzyska Olimpijskie w Albertville w 1992 roku, gdzie wraz kolegami był ósmy w drużynie, a indywidualnie zajął 40. miejsce. Dwa lata później, podczas Igrzysk Olimpijskich w Lillehammer był 30. w Gundersenie. Na Igrzyskach Olimpijskich w Nagano w 1998 roku wypadł podobnie, zajmując dziesiąte miejsce w konkursie drużynowym oraz 36. w Gundersenie. Najbliżej medalu był w 1995 roku, podczas Mistrzostw Świata w Thunder Bay, gdzie Amerykanie z Tetreaultem w składzie zajęli czwarte miejsce, przegrywając walkę o brązowy medal z reprezentantami Szwajcarii. Wystąpił także na Mistrzostwach Świata w Trondheim w 1997 roku, gdzie wraz z kolegami zajął piątą pozycję. W 1999 roku postanowił zakończyć karierę.

## Osiągnięcia

### Igrzyska Olimpijskie
| Miejsce | Dzień     | Rok  | Miejscowość | Konkurencja             | Wynik zwycięzcy | Strata       | Zwycięzca           |
| ------- | --------- | ---- | ----------- | ----------------------- | --------------- | ------------ | ------------------- |
| 40.     | 12 lutego | 1992 | Albertville | Gundersen K-90/15 km    | 44:28.1 min     | +10:21.5 min | Fabrice Guy         |
| 8.      | 17 lutego | 1992 | Albertville | Sztafeta K-90/3 × 10 km | 1:23:36.6 h     | +9:08.3 min  | Japonia             |
| 30.     | 19 lutego | 1994 | Lillehammer | Gundersen K-90/15 km    | 39:07.9 min     | +8:09.1 min  | Fred Børre Lundberg |
| 36.     | 14 lutego | 1998 | Nagano      | Gundersen K-90/15 km    | 41:21.1 min     | +6:27.4 min  | Bjarte Engen Vik    |
| 10.     | 20 lutego | 1998 | Nagano      | Sztafeta K-90/4 × 5 km  | 54:11.5 min     | +4:27.1 min  | Norwegia            |

### Mistrzostwa świata
| Miejsce | Dzień     | Rok  | Miejscowość | Konkurencja            | Wynik zwycięzcy | Strata      | Zwycięzca |
| ------- | --------- | ---- | ----------- | ---------------------- | --------------- | ----------- | --------- |
| 4.      | 10 marca  | 1995 | Thunder Bay | Sztafeta K-90/4 × 5 km | 52:18.0 min     | +6:39.2 min | Japonia   |
| 6.      | 23 lutego | 1997 | Trondheim   | Sztafeta K-90/4 × 5 km | 52:18.0 min     | +2:47.6 min | Norwegia  |

### Puchar Świata

#### Miejsca w klasyfikacji generalnej
- sezon 1991/1992: 20.
- sezon 1994/1995: 36.
- sezon 1995/1996: 27.
- sezon 1996/1997: 13.
- sezon 1997/1998: 30.

#### Miejsca na podium chronologicznie
| Nr | Data         | Miejscowość | Konkurencja          | Wynik zwycięzcy | Pozycja | Strata | Zwycięzca      |
| -- | ------------ | ----------- | -------------------- | --------------- | ------- | ------ | -------------- |
| 1. | 8 marca 1997 | Lahti       | Gundersen K120/15 km | ?               | 3.      | ?      | Hannu Manninen |

### Puchar Kontynentalny

#### Miejsca w klasyfikacji generalnej
- sezon 1993/1994: 29.
- sezon 1994/1995: -
- sezon 1998/1999: 31.

#### Miejsca na podium chronologicznie
| Nr | Data             | Miejscowość | Konkurencja         | Wynik zwycięzcy | Pozycja | Strata | Zwycięzca |
| -- | ---------------- | ----------- | ------------------- | --------------- | ------- | ------ | --------- |
| 1. | 15 stycznia 1995 | Breitenwang | Gundersen K90/15 km | ?               | 1.      | -      | -         |